# GeekWire
 GeekWire es un sitio web de noticias de tecnología estadounidense que cubre nuevas empresas y compañías tecnológicas establecidas. El sitio se lanzó en marzo de 2011 y tiene su sede en Seattle. Fue fundado por los veteranos periodistas Todd Bishop y John Cook con inversión de Jonathan Sposato.
Los fundadores de GeekWire, John Cook y Todd Bishop, fueron ex reporteros de tecnología en Seattle Post-Intelligencer y Puget Sound Business Journal. Bishop y Cook se unieron al Puget Sound Business Journal para crear TechFlash en septiembre de 2008, dejando para comenzar GeekWire el 7 de marzo de 2011.
GeekWire aparece regularmente en la tabla de clasificación de Techmeme como una de las fuentes publicadas con más frecuencia en ese sitio.